# Bernardo Arévalo
César Bernardo Arévalo de León (Montevideo, 7 de octubre de 1958) es un político, diplomático, sociólogo y escritor guatemalteco que se desempeña como presidente de la República de Guatemala desde el 14 de enero de 2024. Anteriormente, ejerció como diputado en el Congreso de Guatemala de 2020 a 2024 por el partido político Movimiento Semilla.
Nacido en Uruguay en 1958 durante el exilio de sus padres, Arévalo es hijo del expresidente guatemalteco Juan José Arévalo Bermejo, quien gobernó de 1945 a 1951. Arévalo se graduó en sociología en la Universidad Hebrea de Jerusalén, luego, ingresó como diplomático de carrera en el Ministerio de Relaciones Exteriores en la década de 1980 donde llegó a ejercer varios cargos importantes como viceministro de Relaciones Exteriores entre 1994 y 1995, y embajador de Guatemala en España de 1995 a 1996 durante el gobierno de Ramiro de León Carpio.
Después de su salida como diplomático, obtuvo un doctorado en filosofía y antropología social en la Universidad de Utrecht, Países Bajos. En 1999, comenzó a trabajar en Interpeace como asesor para la consolidación de la paz en conflictos internacionales y ocupó varias posiciones relevantes dentro de dicha organización. En medio de las manifestaciones de 2015, Arévalo junto a varios intelectuales conformaron un grupo de análisis que posteriormente se transformó en el partido político Movimiento Semilla, de tendencia socialdemócrata y progresista. Este partido compitió por primera vez durante las elecciones generales de 2019, donde Arévalo fue electo como diputado al Congreso y asumió el cargo en 2020. En 2022, fue designado como secretario general de Semilla.
Arévalo fue proclamado como candidato presidencial por Semilla para las elecciones generales de 2023, acompañado de la química bióloga Karin Herrera como su candidata a la vicepresidencia. Contra todo pronóstico, obtuvo el segundo lugar con más de seiscientos mil votos y pasó a segunda vuelta, donde triunfó frente a la candidata Sandra Torres de la Unidad Nacional de la Esperanza, proclamándose como presidente electo de Guatemala.
A pesar de la victoria electoral, el Ministerio Público inició repetidamente diversos y controvertidos procesos judiciales contra el partido Semilla, sus miembros y el propio Arévalo. Estas acciones desencadenaron una amplia condena tanto a nivel nacional como internacional, ya que se consideró que amenazaban la transmisión del mando presidencial programado para el 14 de enero de 2024. Arévalo asumió la presidencia durante la madrugada del 15 de enero de 2024.

## Biografía
Nació el 7 de octubre de 1958 en Montevideo, Uruguay, hijo del expresidente Juan José Arévalo Bermejo y su segunda esposa, Margarita de León. Su nacimiento ocurrió en medio del largo exilio político de su padre por Sudamérica tras el golpe de Estado de 1954 que derrocó al presidente Jacobo Árbenz y marcó el fin de la revolución de 1944.
Dejó de vivir en Uruguay cuando tenía menos de dos años, y pasó parte de su infancia viviendo entre Venezuela, México y Chile, finalmente comenzó a vivir en Guatemala cuando tenía quince años y realizó estudios en el Liceo Guatemala.
Se graduó como Bachelor of Arts en sociología en la Universidad Hebrea de Jerusalén, en dicha universidad también estudió Historia del cristianismo. Posteriormente obtuvo un doctorado en filosofía y antropología social en la Universidad de Utrecht, Países Bajos.

### Carrera diplomática
Ingresó al Ministerio de Relaciones Exteriores en la década de 1980 como diplomático de carrera. Fue designado como funcionario en la embajada de Guatemala en Israel. Fue primer secretario y cónsul de dicha embajada, de 1984 a 1986, luego fue ministro consejero de 1987 a 1988.
Volvió a Guatemala luego de concluir su misión diplomática en Israel. Fue designado como subdirector de Estudios Estratégicos y Planificación del Ministerio de Relaciones Exteriores en 1989. Después, fue director de Política Exterior Bilateral de 1990 a 1991, director general de Relaciones Bilaterales Internacionales de 1992 a 1993 y director general de Relaciones Económicas y Multilaterales Internacionales de 1993 a 1994.
Fue nombrado viceministro de Relaciones Exteriores por el presidente Ramiro de León Carpio, ocupó dicho cargo de 1994 a 1995. Durante su período como viceministro, el presidente de México Ernesto Zedillo lo condecoró en 1995 con la Orden del Águila Azteca.
En 1995 concluyó su período como viceministro de Relaciones Exteriores, ya que el ministro de Relaciones Exteriores Alejandro Maldonado Aguirre lo designó como embajador de Guatemala en España. En ese mismo año presentó sus cartas credenciales al rey Juan Carlos I. En 1996, dejó su cargo como embajador y dejó el Ministerio de Relaciones Exteriores.

### Carrera profesional
Posterior a su carrera como diplomático, fue miembro de la junta directiva y presidente del Centro de Investigaciones Regionales de Mesoamérica (CIRMA). En 1999, ingresó a Interpeace como asesor para la consolidación de la paz en conflictos internacionales en África, Asia y América Latina, ya que es especialista en la resolución de conflictos.
También trabajó como asesor en varios campos ante varias organizaciones como las Naciones Unidas, el Instituto de la Paz de los Estados Unidos y la Universidad de San Diego, California. Ha escrito decenas de libros y artículos sobre historia, seguridad democrática, política, sociología y diplomacia.

## Carrera política

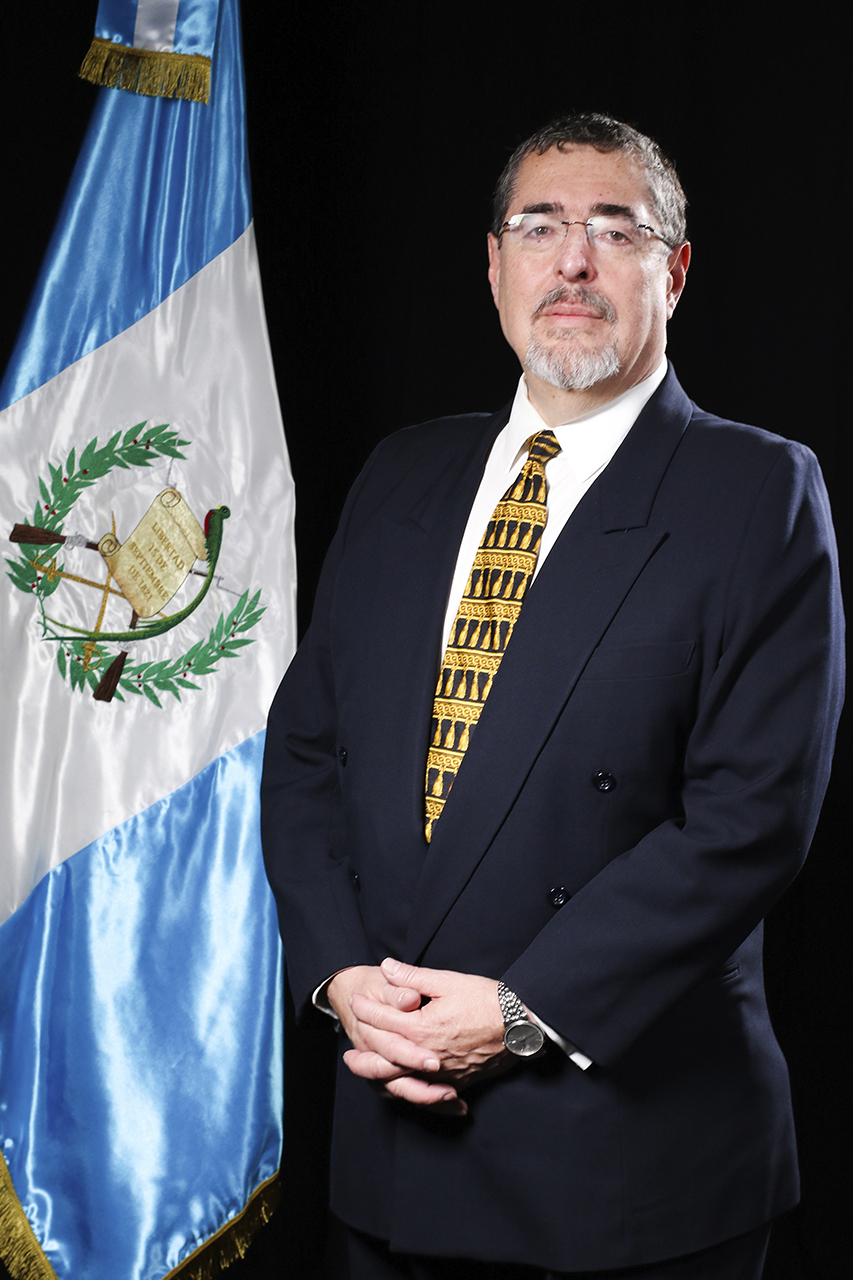
Retrato oficial como diputado, 2020.

Participó en las manifestaciones de 2015 que exigían la renuncia del entonces presidente Otto Pérez Molina. Poco después, Arévalo junto a un grupo de intelectuales integraron un grupo de análisis denominado «Semilla». Este grupo dio origen al partido político Movimiento Semilla, por lo que es uno de los fundadores de dicho partido.
Para las elecciones generales de 2019 fue el precandidato presidencial de Semilla, pero declinó su candidatura. Fue sucedido por la exfiscal general y jefa del Ministerio Público Thelma Aldana, quien finalmente no pudo participar por problemas legales que impidieron su inscripción como candidata presidencial.
Arévalo se postuló como candidato a diputado por Listado Nacional, y fue electo. Asumió el cargo el 14 de enero de 2020. Como congresista, ha formado parte de varias comisiones parlamentarias de alto nivel, incluyendo Relaciones Exteriores, Gobernación, Derechos Humanos, Asuntos de Seguridad Nacional, y Defensa Nacional. También fue jefe del bloque parlamentario Semilla de 2020 a 2022.
En 2022 fue electo como el nuevo secretario general de Semilla, sucedió en el cargo a Samuel Pérez Álvarez.

### Candidatura presidencial
El 22 de enero de 2023, fue proclamado como candidato presidencial del Movimiento Semilla, junto a Karin Herrera como candidata a la vicepresidencia para las elecciones generales de 2023. Fue inscrito por el Tribunal Supremo Electoral el 16 de febrero del mismo año. Sus partidarios le pusieron el sobrenombre de «Tío Bernie», que hace referencia a su nombre, pero también al senador estadounidense Bernie Sanders, aunque otros medios de comunicación afirman que el sobrenombre «Bernie» proviene de sus nietos.
Los principales temas de su campaña presidencial se enfocaron en el combate a la corrupción e inseguridad, la generación de empleo y promover políticas para combatir el cambio climático.
 

La primera encuesta presidencial de Prensa Libre, publicada en abril de 2023, lo mostraba en penúltimo lugar con un 0.7% de intención de voto. En ese momento, Arévalo expresó que su voluntad era ganar en las «urnas» y no en las «encuestas». Encuestas posteriores indicaron que mantenía una tendencia de intención de voto inferior al 2%. La segunda encuesta presidencial de Prensa Libre publicada en junio, lo situó en octavo lugar con un 2.9%.

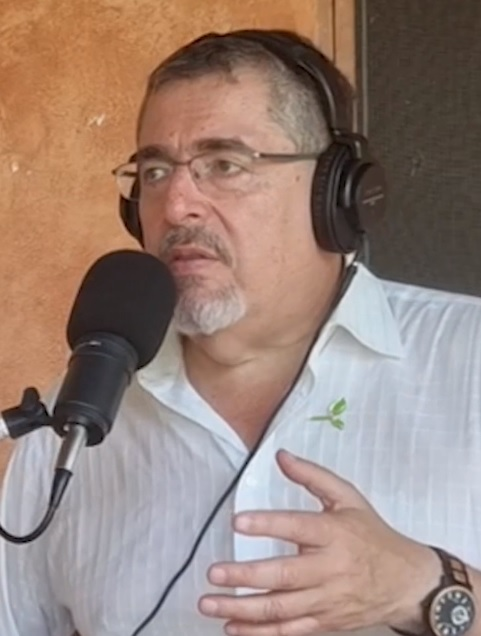
Arévalo participando en un podcast durante la campaña electoral.

Los resultados preliminares indicaron que estaba en segundo lugar con más de seiscientos mil votos, por lo que pasó a un balotaje con Sandra Torres de la Unidad Nacional de la Esperanza. El ascenso de Arévalo fue categorizado como una «sorpresa» por El País y BBC News. Semilla también obtuvo un resultado inesperadamente alto, que lo posicionaron como la tercera fuerza política en el Congreso, el Parlamento Centroamericano y la Municipalidad de Guatemala.
Sin embargo, la certificación de los resultados se retrasó debido a un controvertido amparo concedido por la Corte de Constitucionalidad a nueve partidos de derecha, incluido el partido oficialista Vamos. Estos partidos impugnaron el resultado alegando «irregularidades» y «fraude electoral» a favor de Arévalo, incluso llegaron a pedir una nueva elección. Arévalo y su equipo legal dijeron que la medida no tenía «sustento legal» e interpusieron acciones legales para suspender el amparo provisional. La Corte ordenó una nueva revisión de actas impugnadas, que se realizó durante la primera semana del mes de julio y no reflejaron mayores cambios en los resultados preliminares. Posteriormente, la Corte Suprema de Justicia declaró sin lugar el amparo pedido por los partidos y el Tribunal Supremo Electoral fue autorizado para oficializar los resultados electorales.
El 12 de julio del mismo año, el Tribunal Supremo Electoral oficializó los resultados y confirmó que Torres y Arévalo disputarían la segunda vuelta, sin embargo, al mismo tiempo, el fiscal Rafael Curruchiche del Ministerio Público anunció que, a petición de la Fiscalía Especial Contra la Impunidad, el juez Fredy Orellana suspendió la personalidad jurídica del Movimiento Semilla por un supuesto caso de firmas falsas de afiliados para la formación del partido político y ordenó al tribunal electoral la cancelación del partido político. Tanto el Tribunal Supremo Electoral como expertos en derecho afirmaron que el juez no actuó conforme a la Ley Electoral y de Partidos Políticos y que su medida ponía en riesgo el desarrollo de la segunda vuelta electoral. El Registro de Ciudadanos del Tribunal Supremo Electoral pidió una apelación a la Corte Suprema de Justicia para suspender la orden del juez. Ante esto, el Movimiento Semilla presentó un amparo ante la Corte de Constitucionalidad para revertir la orden del juez. Arévalo dijo que las acciones de Curruchiche y Orellana eran un «golpe de estado técnico».
La Corte concedió el amparo de manera provisional y Semilla se mantuvo en la segunda vuelta. También se convocaron manifestaciones para pedir la renuncia de la fiscal general María Consuelo Porras, el fiscal Curruchiche y el juez Orellana. Posteriormente, Arévalo y su candidata a la vicepresidencia, Karin Herrera se hicieron presentes en la manifestación e interpusieron una denuncia penal contra el fiscal Curruchiche y el juez Orellana.
Ante el caos causado por la judicialización de las elecciones, diversos actores nacionales e internacionales negaron el alegato de fraude electoral y afirmaron que los resultados coincidían con sus observaciones, también pidieron a todas las partes a respetar los resultados electorales, además, criticaron fuertemente las acciones del Ministerio Público. En una declaración bipartidista, el Congreso de los Estados Unidos pidió al presidente Joe Biden que imponga sanciones contra de los responsables de «amenazar la democracia» en Guatemala y expresaron particularmente su preocupación por las acciones contra la candidatura de Arévalo. Alrededor de veinte expresidentes conservadores de España y América Latina emitieron un comunicado conjunto en el que condenaron el intento de inhabilitar a Arévalo y su partido político, y lo compararon con la reciente inhabilitación de la líder opositora venezolana María Corina Machado. El periodista argentino Andrés Oppenheimer calificó las acusaciones de fraude electoral en Guatemala como un intento de «golpe de estado», y las comparó con los intentos de Donald Trump de anular los resultados de las elecciones presidenciales de Estados Unidos de 2020.
El 14 de julio, Arévalo, Herrera y su equipo de trabajo comenzaron oficialmente la campaña electoral. Días después, el Ministerio Público allanó la sede del partido y giró órdenes de captura contra una excandidata a diputada de Semilla y un miembro del personal.
Las encuestas que surgieron a pocos días de la realización de la segunda vuelta mostraron que Arévalo lideraba los sondeos y su intención de voto era superior al 60%.

### Elecciones y crisis política

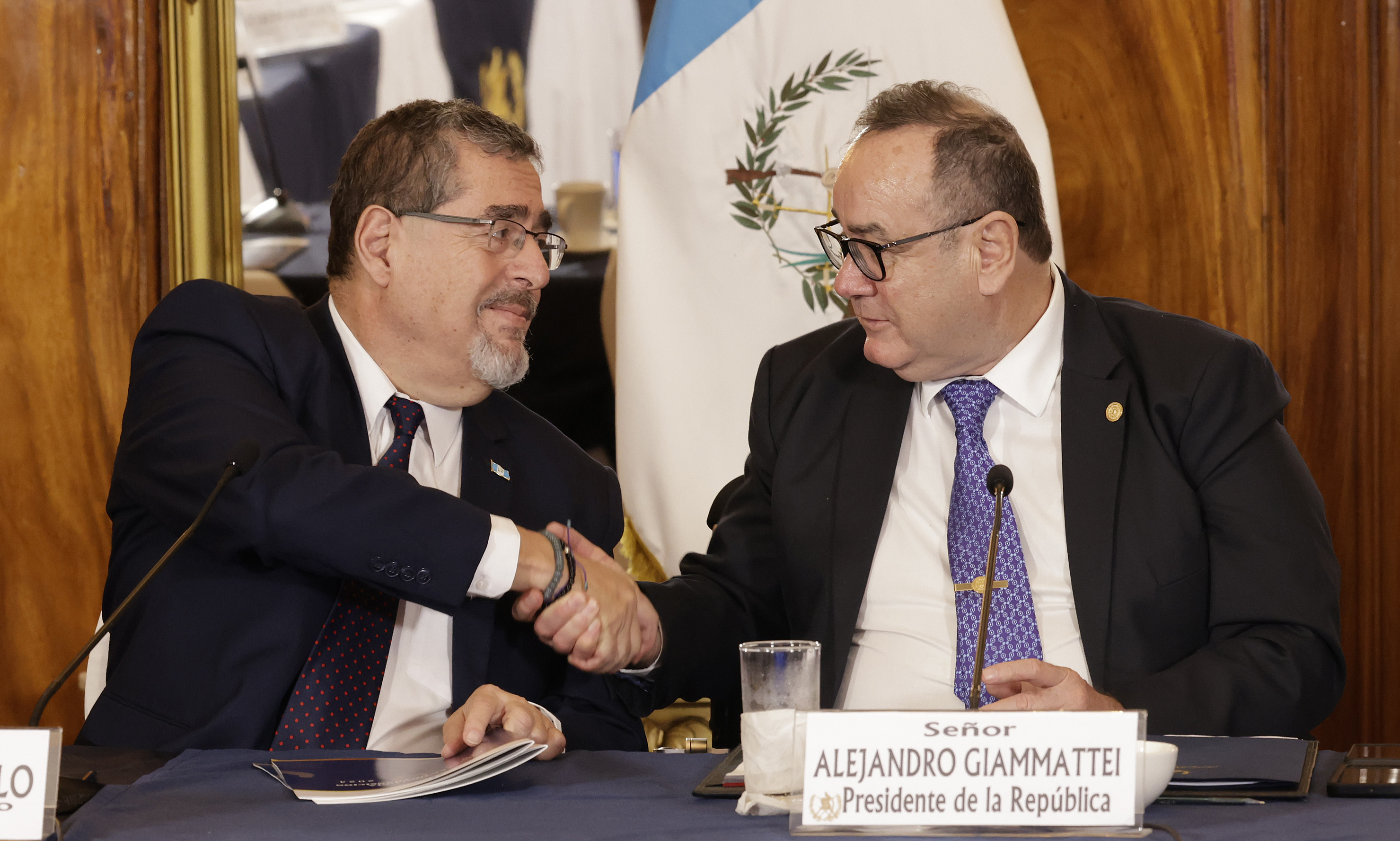
El presidente electo Bernardo Arévalo (izquierda) y el presidente saliente Alejandro Giammattei se reúnen en la casa presidencial como parte de la transición presidencial, septiembre de 2023.

Según los resultados preliminares del 20 de agosto, se convirtió en el presidente electo de la República al haber obtenido más del 58 % de los votos y aventajó con más del 20 % a Sandra Torres. Arévalo se convirtió en el primer hijo de un expresidente guatemalteco en ser también elegido presidente, así como el segundo presidente en la historia del país que no nació en territorio guatemalteco, también fue el primer diputado al Congreso de la República en funciones que ganó la presidencia. Esa misma noche, recibió las felicitaciones del presidente mexicano Andrés Manuel López Obrador y el presidente salvadoreño Nayib Bukele. El presidente Alejandro Giammattei también lo felicitó y afirmó que iniciaría la transición presidencial cuando los resultados electorales fueran oficializados.
El 24 de agosto de 2023, la Corte Interamericana de Derechos Humanos emitió medidas cautelares destinadas a salvaguardar la seguridad y vida de Arévalo, así como de la vicepresidenta electa Karin Herrera, por considerar que están en riesgo. La decisión de la CIDH se basa en la información recibida acerca de dos planes dirigidos a atentar contra la vida de Arévalo. Uno de los planes, supuestamente organizado por individuos particulares y «agentes estatales», fue denominado «Plan Colosio», en alusión al trágico asesinato del candidato presidencial mexicano Luis Donaldo Colosio en 1994. El segundo plan, según la resolución, estaría siendo planeado por estructuras criminales de pandillas. El estado de Guatemala criticó la resolución aunque afirmó que reforzaría la seguridad del binomio presidencial electo.
Actualmente, debido al enfrentamiento entre poderes, Guatemala atraviesa una crisis política.
El 29 de noviembre, renunció a su afiliación con Semilla y como secretario general del partido. Su renuncia estuvo de acuerdo con la Ley Electoral y de Partido Políticos, que restringe al secretario general de un partido político presidir el poder ejecutivo.

## Presidencia (2024-presente)

### Asunción

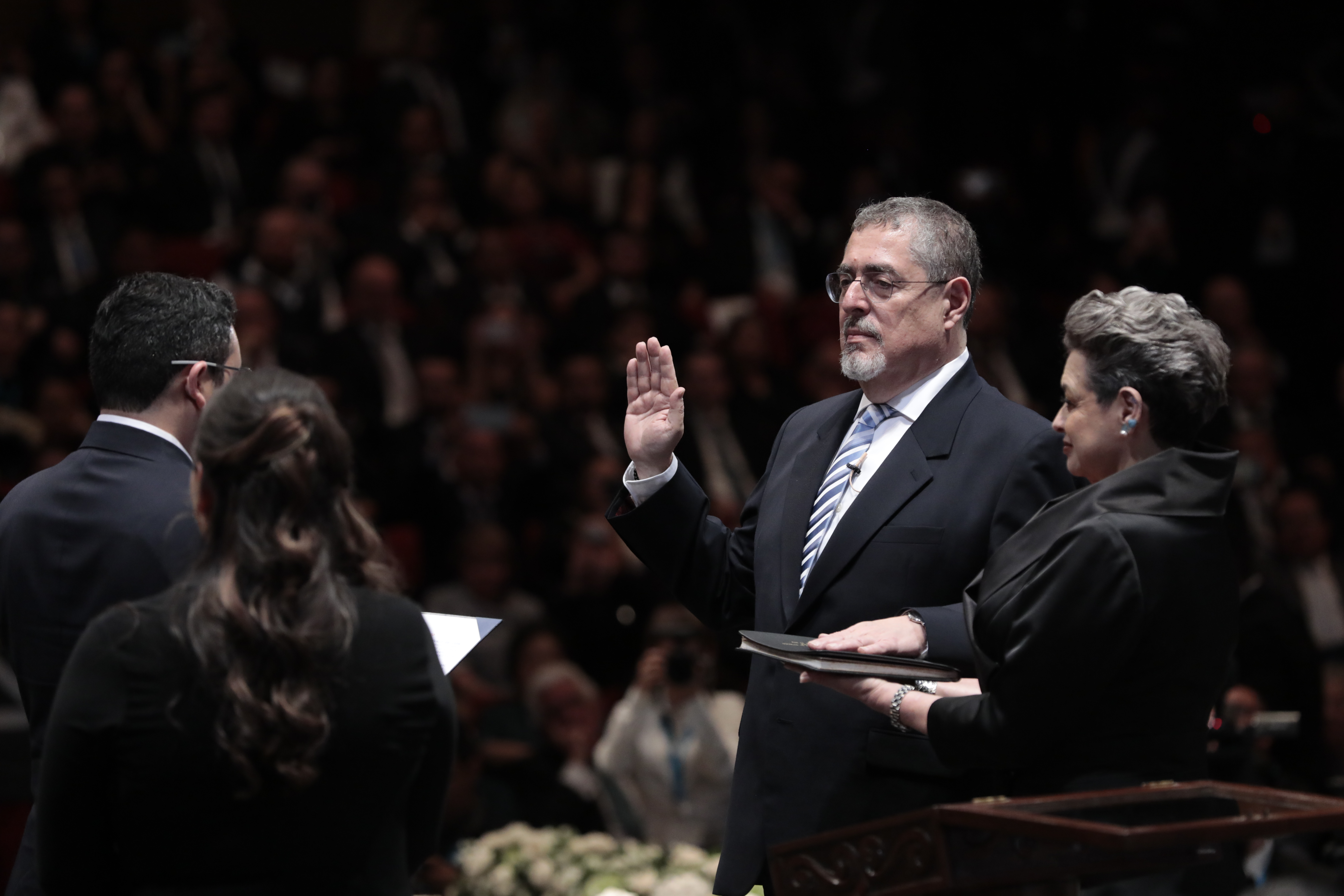
Acto de juramentación de la Constitución, ante el presidente del Congreso, durante la toma de posesión el 15 de enero de 2024.

La madrugada 15 de enero de 2024, Arévalo juramentó a su cargo como presidente de la República de Guatemala, ante el presidente del Congreso, Samuel Pérez Álvarez. La toma de posesión se realizó en el Centro Cultural Miguel Ángel Asturias, contando con la asistencia de dos jefes de Estado. La ceremonia tuvo nueve horas de retraso, debido a retrasos en la surrealista sesión del Congreso de la República por enfrentamientos ocasionados debido a la crisis política, lo que provocó que las delegaciones extranjeras de España, Chile, Paraguay y Costa Rica se retiraran.

### Primeros 100 días
En sus primeros días en el cargo, Arévalo revocó un acuerdo de gobierno firmado por su predecesor que habría concedido seguridad y vehículos a exfuncionarios del gabinete de Giammattei durante seis años.
El 18 y 19 de enero, Arévalo ordenó la eliminación de las barreras metálicas de la Casa Presidencial y del Palacio Nacional de la Cultura. Estas barreras se instalaron inicialmente en 2016 durante la administración de Jimmy Morales y permanecieron todo el mandato de Alejandro Giammattei. El gobierno de Arévalo caracterizó el gesto "como un símbolo de accesibilidad y cercanía" hacia la población. Después de la eliminación de las barandillas, el Ministerio de Cultura y Deportes informó de un aumento del 43 % en las visitas al Palacio Nacional durante el mes de febrero.
Entre el 17 de enero y el 5 de febrero, Arévalo y su gabinete destituyeron a varios jefes de agencias gubernamentales, incluido el Instituto Nacional de Electrificación (INDE), el Instituto de Víctimas y la Dirección General de Aeronáutica Civil. Estas despidos se atribuyeron al hecho de que los jefes de la agencia estaban vinculados a "actos de corrupción" o no habían "cumplido de manera eficiente" sus deberes. Un total de 878 empleados del gobierno fueron destituidos de sus puestos durante los primeros 30 días en el cargo de Arévalo.
El 8 de febrero, Arévalo y Francisco Jiménez, Ministro de Gobernación, anunciaron la creación del Grupo Especial contra la Extorsión (GECE), una fuerza especial dentro de la Policía Nacional Civil (PNC) destinada a combatir los delitos violentos y la extorsión. El GECE constará de 400 oficiales motorizados que patrullarán diferentes regiones del país en fases. A petición de Arévalo, el gobierno de los Estados Unidos donó equipo para apoyar al nuevo grupo de trabajo.
Durante su primer viaje como presidente a Europa, del 15 al 23 de febrero, Arévalo delegó temporalmente sus funciones en la vicepresidente Herrera, según lo establecido por la Constitución. Su itinerario incluyó varias actividades y reuniones de alto nivel en diferentes países europeos. En Alemania, participó en la 60.ª Conferencia de Seguridad de Múnich y se reunió con el canciller alemán Olaf Scholz, el primer ministro búlgaro Nikolai Denkov, el presidente israelí Isaac Herzog y el presidente ucraniano Volodymyr Zelenski. Más tarde, el 19 de febrero, llegó a Francia para reunirse con el presidente francés Emmanuel Macron en el Palacio del Elíseo. Al día siguiente, en Bélgica, celebró reuniones con el Presidente del Consejo Europeo, Charles Michel, y el Alto Representante Europeo de Asuntos Exteriores, Josep Borrell, marcando así la primera visita de un presidente guatemalteco a la sede de la Unión Europea. El 21 de febrero, Arévalo se mudó a Suiza, donde celebró una reunión con el presidente del Comité Olímpico Internacional, Thomas Bach, quien confirmó la eliminación de las sanciones contra el Comité Olímpico Guatemalteco. Luego, el 22 de febrero, llegó a España para reunirse con el primer ministro Pedro Sánchez y asistir a un banquete ofrecido por el rey Felipe VI y la reina Letizia. Finalmente, el 24 de febrero, Arévalo regresó al país.
Algunos analistas han detectado "lentitud en la toma de decisiones" durante los primeros días de la presidencia de Arévalo, así como una "falta de estrategia" para lograr la salida de la Fiscal General María Consuelo Porras y mantener una alianza legislativa estable (que se fragmentó a finales de marzo).
El 23 de abril, durante un evento público que marcó los primeros 100 días de su gobierno, Arévalo cumplió una de sus promesas de campaña al reducir el salario presidencial en un 25 %. Como resultado de esta reducción, el jefe de Estado de Guatemala ya no es el presidente mejor pagado de América Latina. Al mismo tiempo, la vicepresidenta Herrera también anunció una reducción del 25 % en su salario.

### Política Interior

#### Despidos posteriores
El 17 de mayo, Arévalo despidió a la ministra de Comunicaciones, Infraestructura y Vivienda, Jazmín de la Vega. La decisión fue impulsada por la autorización de la ministra de la Vega de pagos a varias empresas de construcción que iban en contra de los términos del contrato del gobierno.

#### Esfuerzos para despedir a Consuelo Porras

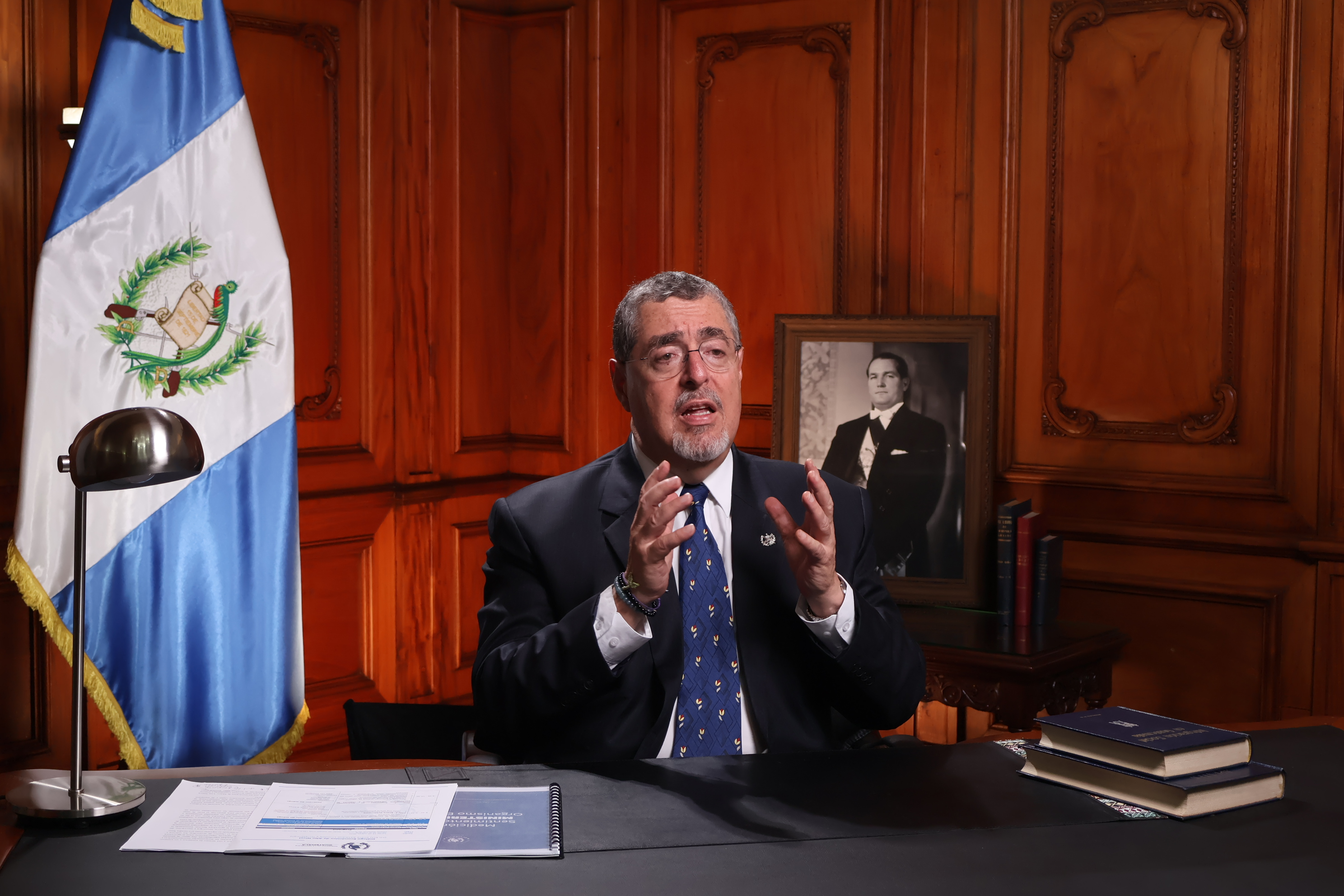
El presidente Arévalo se dirige a la nación sobre su intención de destituir a Consuelo Porras de su puesto de Fiscal General, el 6 de mayo de 2024

El 5 de mayo de 2024, Arévalo pronunció un discurso televisado a nivel nacional en el que pidió la destitución de Consuelo Porras de su cargo de Fiscal General. En su discurso, informó de sus intenciones de reformar la ley orgánica a través del Congreso, para que la "Oficina del Fiscal Público no vuelva a ser utilizada como arma política por ningún gobierno".El 6 de mayo, Arévalo, junto a miembros de su gabinete, caminó desde el Palacio Nacional hasta el Congreso para entregar el proyecto de ley que permitía la destitución de Porras. Sin embargo, el Congreso no pudo celebrar una sesión plenaria para el proyecto de ley, y las negociaciones para él se estancaron hasta el 1 de agosto, cuando los legisladores regresarían del receso.
La capacidad de maniobra de Bernardo Arévalo se ve enormemente mermada por el bloqueo sistemático del Congreso. En la renovación del Tribunal Supremo de Justicia, los conservadores impusieron a los trece miembros que dirigirán el Alto Tribunal hasta 2029. Arévalo deploró públicamente la influencia de lo que llamó «una minoría corrupta» en el nombramiento de jueces.

#### Subsidio energético
El 31 de mayo, Arévalo anunció la expansión de los subsidios energéticos a las personas que consumían hasta 99 kilovatios al mes (anteriormente 89 kilovatios). Se estima que la tarifa social cubrirá 300,00 usuarios más y permanecerá en vigor hasta diciembre de 2024.

### Política exterior

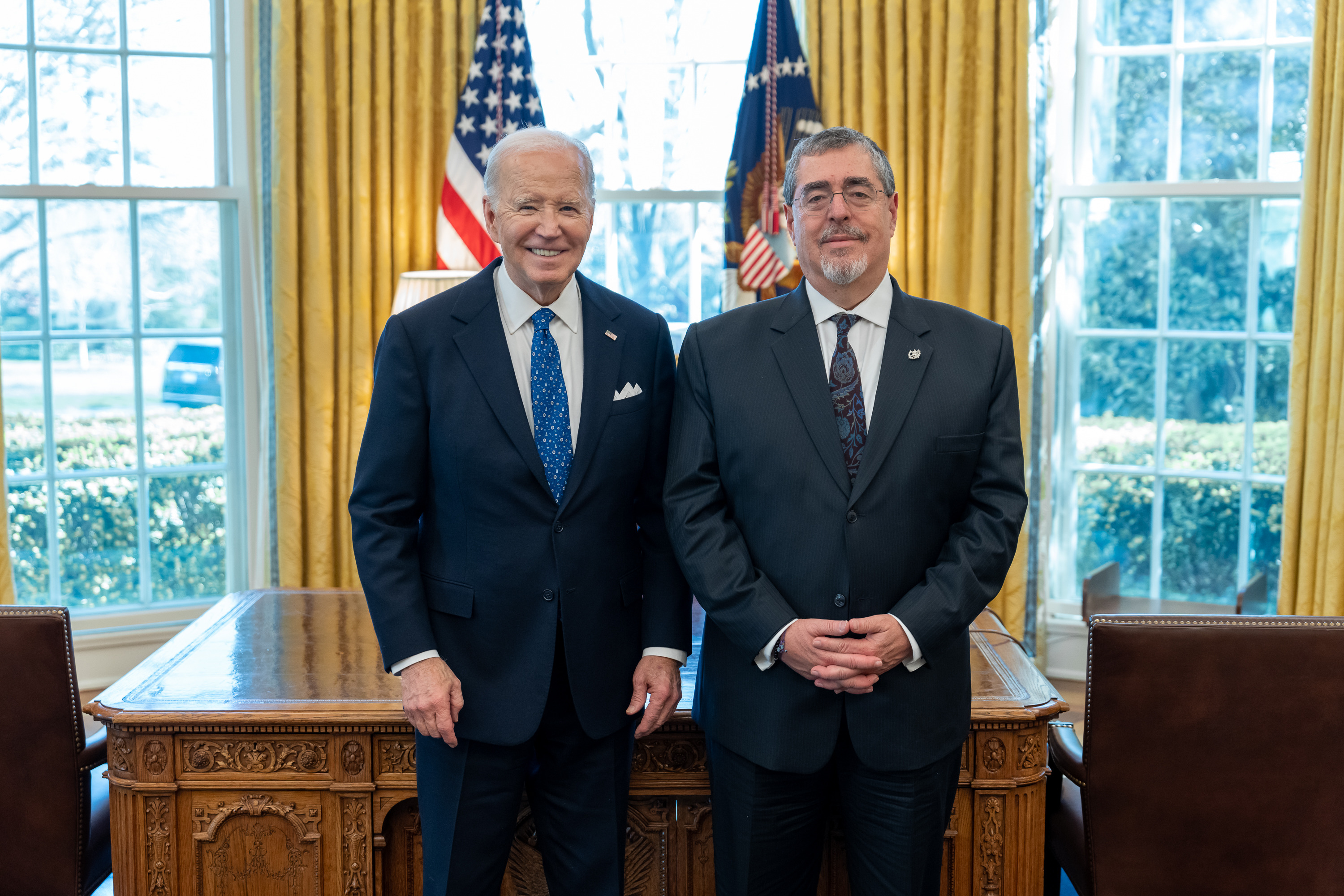
Arévalo se reúne con el presidente de EE. UU., Joe Biden, en la Casa Blanca, marzo de 2024

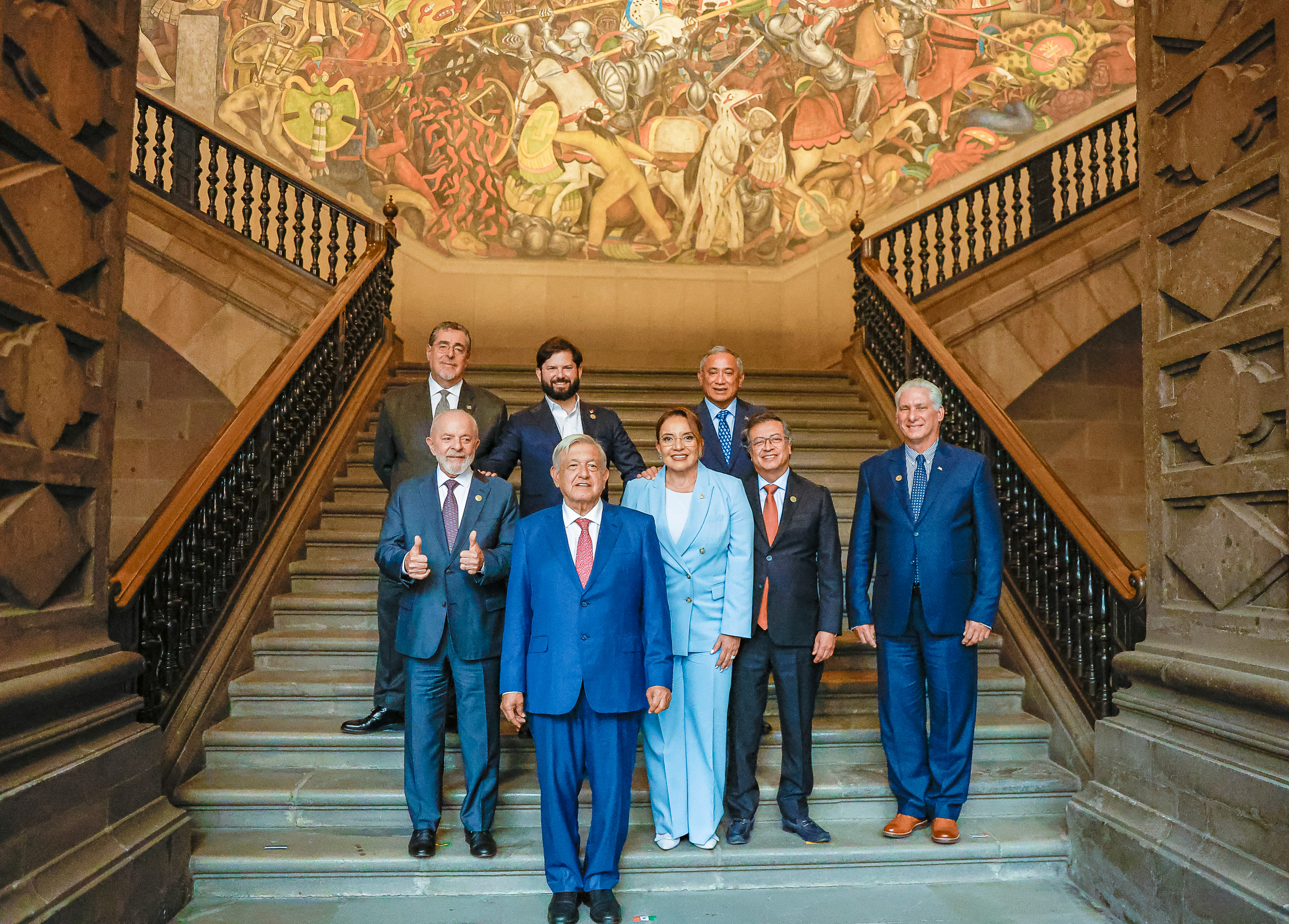
Presidente de la República, Luiz Inácio Lula da Silva, durante un almuerzo ofrecido por el presidente de México, Andrés Manuel López Obrador. El presidente de Colombia Gustavo Petro, presidente de Cuba Miguel Díaz Canel, la presidenta de Honduras Xiomara Castro, Presidente de Chile Gabriel Boric y el presidente de Guatemala Bernardo Arévalo, Ciudad de México - México.

En el aspecto internacional, Arévalo ha continuado el tradicional alineamiento guatemalteco con Estados Unidos.

#### Palestina
El 10 de mayo de 2024, la administración de Arévalo votó a favor de mejorar los derechos de Palestina en las Naciones Unidas como Estado observador.

#### Venezuela
La administración de Arévalo rechazó los resultados anunciados por el Consejo Nacional Electoral de Venezuela para las elecciones presidenciales venezolanas de 2024.En una conferencia de prensa el 5 de agosto, Arévalo anunció que su gobierno no reconocería a Nicolás Maduro como el presidente electo de Venezuela.También condenaría la represión realizada por el gobierno venezolano contra las protestas internas que estallaron después de las elecciones.

## Leyes aprobadas durante su gobierno

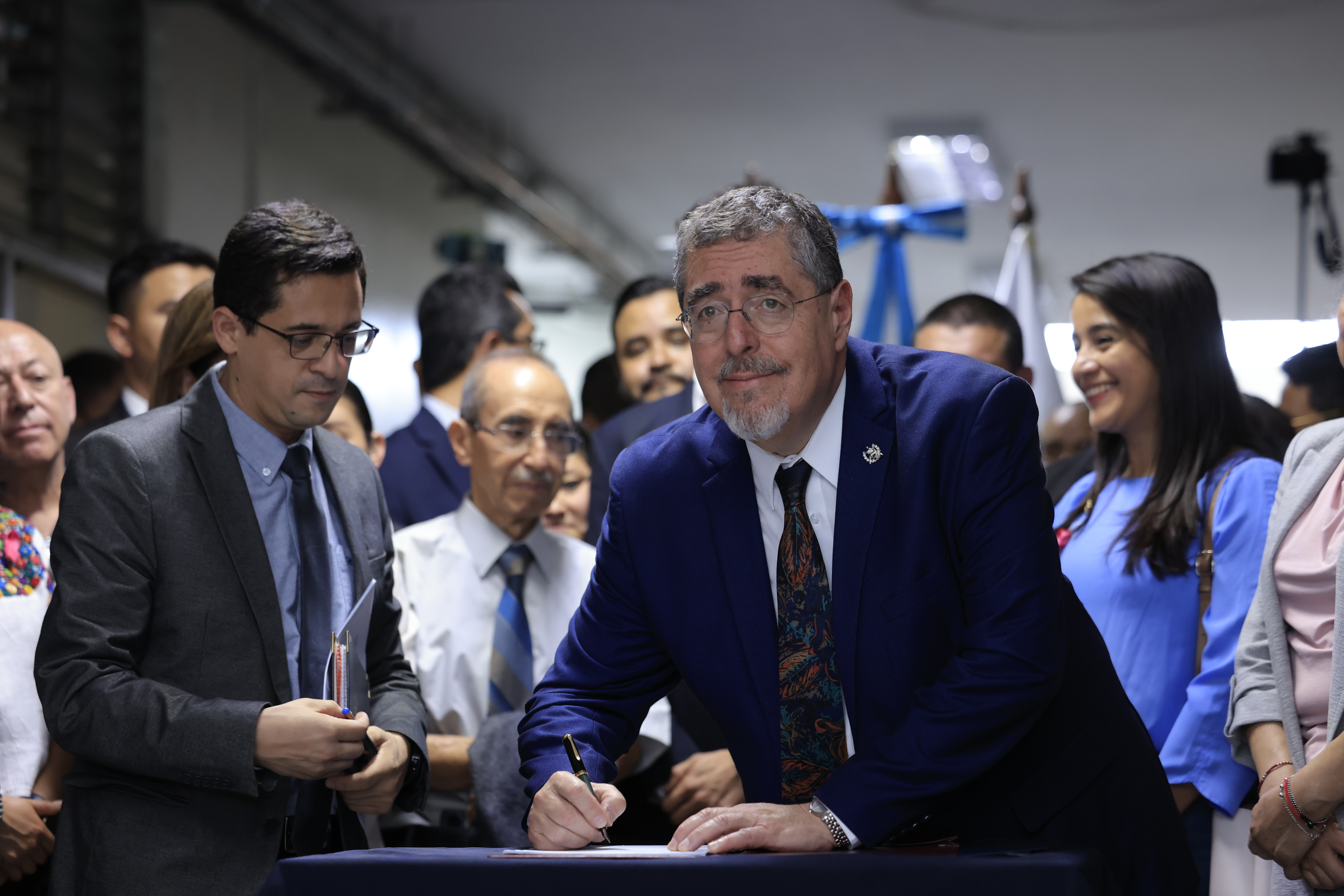
Arévalo sanciona la Ley de Atención Integral del Cáncer, 22 de marzo de 2024

### Ley de Atención Integral del Cáncer en Guatemala
El 9 de marzo de 2024, el Congreso aprobó la Ley de Atención Integral del Cáncer, un proyecto de ley que se presentó por primera vez en julio de 2022. La ley proporciona millones de quetzales al Ministerio de Salud para impulsar la capacitación y la investigación, establecer un hospital especializado y la promoción de la atención del cáncer a través de la detección temprana, la prevención, los cuidados paliativos y el tratamiento gratuito. Arévalo sancionó la ley el 22 de marzo de 2024.

### Ley de competencia

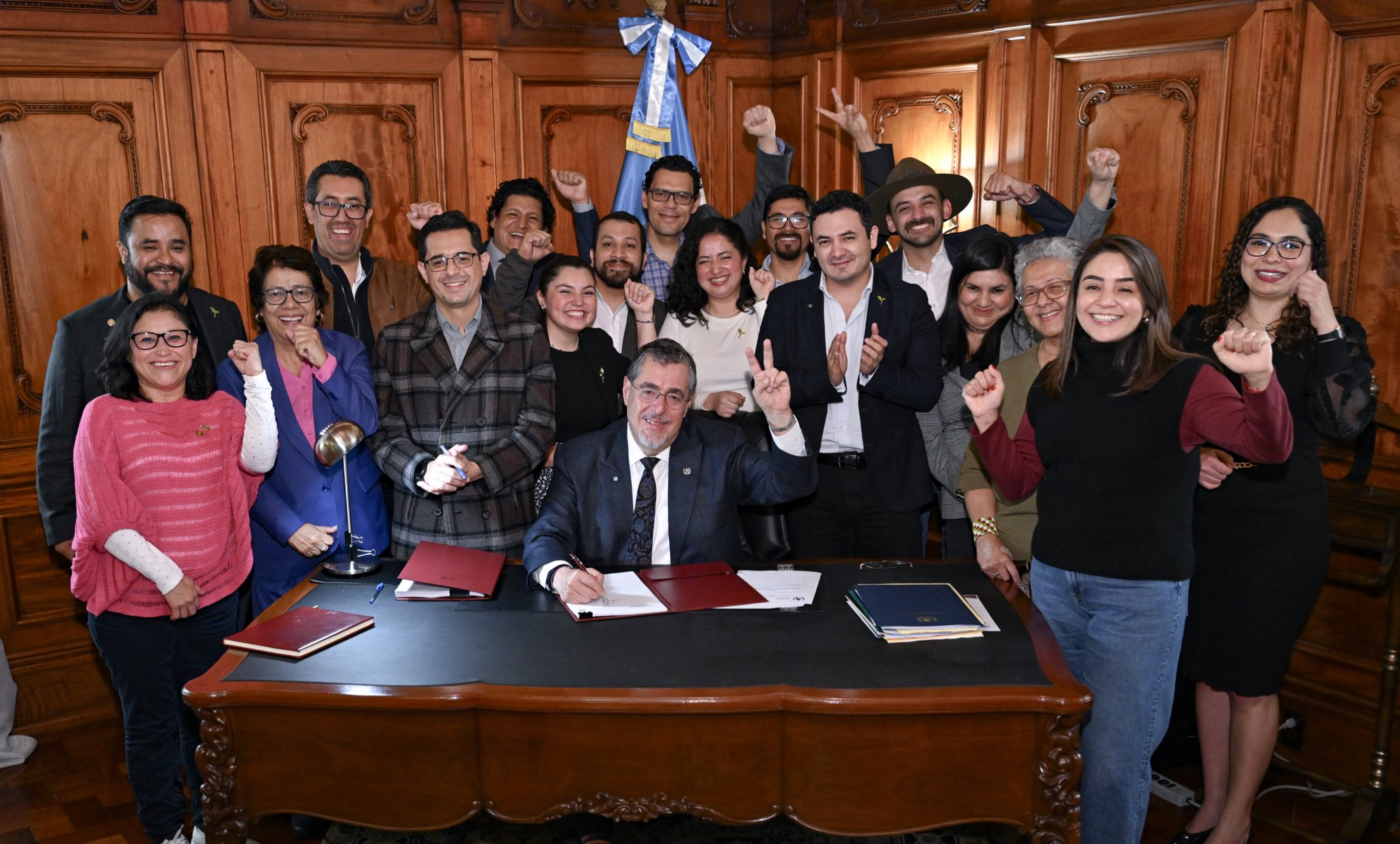
Arévalo sancionando la Ley de competencia

El Congreso de la República aprobó de Urgencia Nacional el Decreto 32-2024, Ley de Competencia, con el propósito de brindarle apertura a mercados, promover y defender la libre competencia, así como prevenir, investigar, combatir y sancionar las prácticas anticompetitivas.
La nueva Ley promueve el derecho a la competencia, donde se garantice que exista variedad de oferentes y demandantes, con el fin de evitar que el mercado sea controlado por monopolios y con esto se domine el mercado, creando así un alza en los precios y menor calidad en productos.
Considerando que la competencia y eficiencia económica son principios rectores de toda economía en el país y reconociendo la necesidad de lograr que sea más competitiva y eficiente, promoviendo así la transparencia de los mercados y la integridad de los consumidores.
Con esta Ley queda prohibido la disminución de precios por debajo de los costos cuando tengan por objetivo eliminar uno o varios competidores o prevenir la entrada o expansión de estos en el territorio nacional. Asimismo, condiciones discriminatorias para operaciones equivalentes, donde el consumidor o proveedor se vea en una situación desventajosa frente a otro consumidor o proveedor.
El 6 de diciembre de 2024 el presidente Bernardo Arévalo sancionó la Ley de Competencia y la del Presupuesto 2025.

## Posiciones políticas

### Política interna

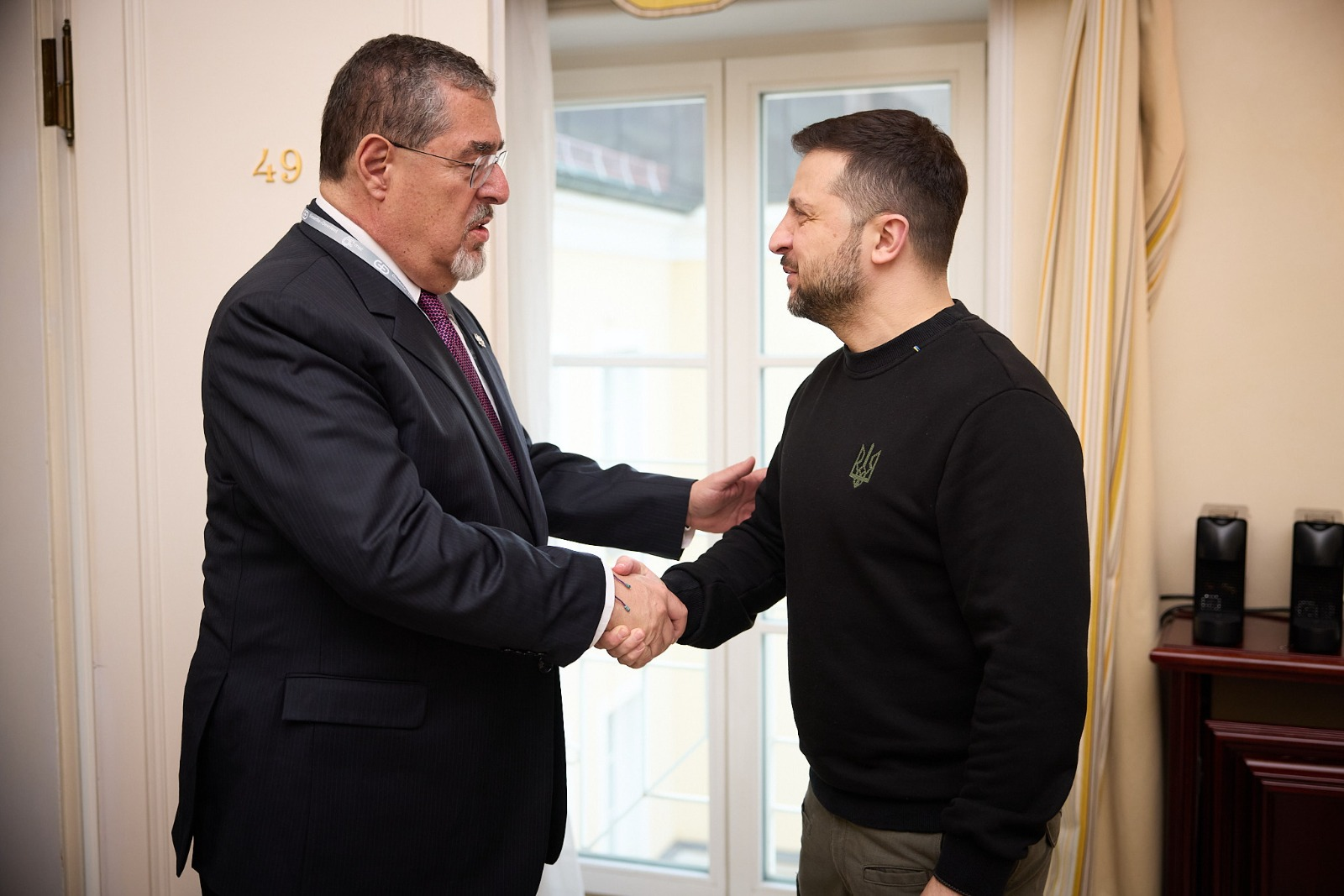
Arévalo saluda al presidente ucraniano Zelenski en Múnich, febrero de 2024.

Arévalo reivindica el legado político de su padre Juan José Arévalo y del expresidente Jacobo Árbenz, se califica a sí mismo como «socialdemócrata», está a favor de un sistema republicano y democrático que aplique la separación de poderes, cree en un estado que garantice la justicia social y la propiedad privada, también ha expresado su interés en establecer un nuevo «pacto fiscal», así como fortalecer el seguro social. Tampoco plantea aumentar impuestos.
Preguntado por su postura sobre el aborto en el programa Decisión Libre 2023 de Guatevisión y Prensa Libre, dijo que «está a favor de la vida» y mencionó que la actual ley guatemalteca no necesita ninguna reforma. Un cable de la agencia de noticias estadounidense Associated Press confirmó que Arévalo no apoya ni promueve el matrimonio igualitario y el aborto.

### Política exterior
En el aspecto internacional, es crítico de los gobiernos de Nicaragua y Venezuela, a los que ha calificado de «sistemas dictatoriales», así como hacia la invasión rusa de Ucrania. En marzo de 2022, fue ponente de una propuesta legislativa que buscaba instar al presidente Alejandro Giammattei a tomar medidas en contra de Rusia por su invasión a Ucrania. La propuesta incluía la cancelación de la licencia de explotación minera de la empresa Compañía Guatemalteca de Níquel, S. A. (Pronico), la cual es propiedad de la compañía rusa Solway Investment Group. Además, se solicitó la cancelación del contrato de adquisición de las vacunas Sputnik V con el gobierno ruso. Como presidente de la República realizó su primer visita de estado a Alemania, donde participó en la 60.º Cumbre de Seguridad de Múnich y se reunió con el presidente ucraniano Zelenski.
Arévalo no tiene planes declarados de reconocer a la República Popular China sobre la República de China (Taiwán).
En Decisión Libre 2023, Arévalo expresó su preferencia por el demócrata Joe Biden por encima del republicano Donald Trump, y por el presidente ucraniano Volodímir Zelenski por encima del presidente ruso Vladímir Putin. Asimismo, mencionó que considera a Costa Rica, Uruguay y los países nórdicos como modelos a seguir.

## Sondeos de opinión

### Aprobación presidencial
| Encuestadora/Medio | Fecha    | Muestra | Bernardo Arévalo (Presidente de la República) | Bernardo Arévalo (Presidente de la República) |       |     |     |
| Encuestadora/Medio | Fecha    | Muestra | Aprob.                                        | Desap.                                        |       |     |     |
| ------------------ | -------- | ------- | --------------------------------------------- | --------------------------------------------- | ----- | --- | --- |
| Encuestadora/Medio | Fecha    | Muestra | CID Gallup                                    | jun 2024                                      | 1.210 | 64% | 18% |
| CID Gallup         | ene 2024 | 1.200   | 78%                                           | 22%                                           |       |     |     |
| CID Gallup         | sep 2023 | 1.200   | 64%                                           | 36%                                           |       |     |     |

## Vida privada

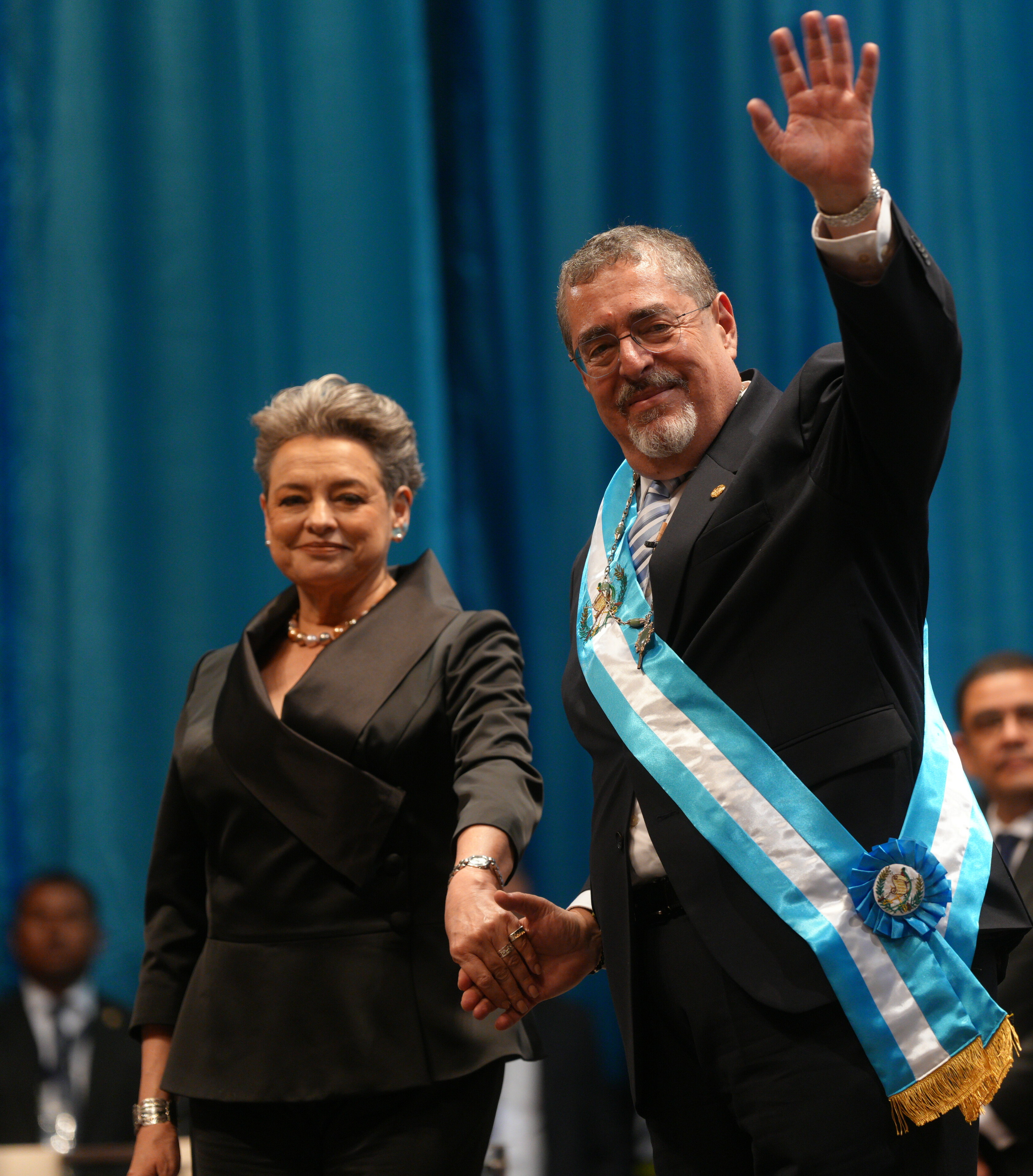
Lucrecia Peinado junta a Arévalo, el día de la posesión del segundo.

Se ha casado tres veces, la primera vez que contrajo matrimonio fue en junio de 1983 con Teresa Lapín Ganman, una ciudadana argentina y de quién se divorció en 11 de noviembre de 1992. La segunda vez fue en mayo de 1993 con Eva Rivara Figueroa, una diplomática guatemalteca, con quien tuvo dos hijas.
En la actualidad Arévalo está casado con Lucrecia Peinado, con quién contrajo matrimonio en 2011. El matrimonio tiene en total 6 hijos, de los cuales tres hijos son de sus primeros matrimonios. No tienen hijos propios de su unión sentimental.
Aparte del español nativo, Arévalo habla inglés, hebreo, francés y portugués, siendo uno de los primeros presidentes políglotas en la historia del país.

## Honores y condecoraciones
- Orden Mexicana del Águila Azteca (1995).[15]